# Notarthrinus musina
Notarthrinus musina är en fjärilsart som beskrevs av De Nicéville. Notarthrinus musina ingår i släktet Notarthrinus och familjen juvelvingar. Inga underarter finns listade i Catalogue of Life.